# 車輛入侵
車輛入侵是指蓄意濫用車輛上的軟體、硬體以及通訊系統漏洞。

## 概述
現代的車輛上有著許多的電腦來處理舉凡車輛控制到資訊娛樂的功能。這些車上的電腦設備，稱作電控單元，電控單元間透過多種網路及通訊協定互相聯繫，例如透過控制器區域網路（CAN）進行車輛組件間（像是引擎和制動器間）的通訊；區域互聯網路（LIN）則用於較不重要的車輛組件，如門鎖及內裝燈的通訊；媒體導向系統傳輸（MOST）則應用於觸控電腦及車載資訊系統上；還有一種車輛專用的通訊協定FlexRay是用於需高速運算的組件上的，如主動懸吊及巡航定速系統。
有些車輛上也會安裝額外的通訊系統如藍芽、4G熱點、車載Wi-Fi等。
車輛上各式各樣的通訊系統以及軟體給予了駭客進攻的機會。許多資安學者已經演示出了潛在的車輛入侵手法，一些真實發生的車輛入侵事件也造成了許多汽車大廠召回它們的車輛以進行軟體更新。
有些廠商，像是強鹿，已經進行了數位版權管理以禁止人們修改車載電腦。類似這樣的例子一定程度上增進了規避這些系統保護的困難，卻也造就了像車主自行維修權法案這類的抗爭上演。

## 研究
2010年，一些學者演示了如何駭入電控單元以對車輛或系統造成破壞，他們透過物理訪問進入了電控單元並完全取得了車輛的權限，包括關閉引擎及鎖定制動器的權限。
接著在2011年，有學者證明了甚至不需透過物理訪問都能駭進車輛。「透過CD播放機、藍芽、蜂窝网络以及其他無線的傳輸頻道就可以做到遠端的車輛控制、跟蹤車輛位置、竊聽以及竊車。」，這代表幾乎所有與車輛系統有連接的東西都可以被駭客用以得取重要權限。

## 車輛入侵事件

### UConnect
UConnect是飛雅特克萊斯勒汽車車上的網路系統，能讓用戶使用資訊娛樂/導航、新聞同步及電話功能，甚至還能設置車上Wi-Fi熱點。
然而，UConnect系統太容易入侵，使得超過140萬車輛都可被駭客接入並植入惡意程式，提走如方向盤和制動器的權限。

### 2015年特斯拉Model S攻擊
Marc Rogers和Kevin Mahaffey在2015年DEF CON中展示如何利用特斯拉Model S一系列的漏洞來控制Model S。Marc Rogers和Kevin Mahaffey識別出許多可以入侵的遠端漏洞以及車內漏洞，在入侵之後，可以用iPhone控制特斯拉，也在論壇上展示。最後也展示了可以用類似傳統電腦系統上漏洞利用的作法，在在車上安裝軟體後門，可以永久的掌控這部車。Marc Rogers和Kevin Mahaffey在公佈此問題之前，和特斯拉公司合作解決此一問題。在2015年DEF CON之前，特斯拉公布針對，已在一個晚上對全球的Model S安裝補丁，這也是針對易受攻擊車輛所進行的第一次主動大規模Over The Air（OTA）安全更新。

### 通用汽車的OnStar RemoteLink App
OnStar RemoteLink App能讓用戶在安卓及iOS手機上就連接到車輛功能。 RemoteLink可以用來尋找、解鎖，甚至發動車輛。
儘管RemoteLink的缺陷不如UConnect那般嚴重，駭客仍能透過駭入用戶的RemoteLink App以得取所有RemoteLink提供的權限。

### 免鑰匙啟動
資安研究者薩米·卡卡爾展示了一個能攔截免鑰匙啟動訊號的裝置，這項技術可被攻擊者用於開門及啟動引擎。